# Bojan Kekec
Bojan Kekec, slovenski inženir elektrotehnike in politik, * 4. maj 1965, Novo mesto.
Od leta 2007 je član Državnega sveta Republike Slovenije.
Na državnozborskih volitvah leta 2011 je kandidiral na listi SDS.